# Râul Gurghiu
Gurghiu este un râu afluent al râului Mureș varsându-se în acesta în municipiul Reghin. Gurghiu izvorăște la 1200 metri altitudine, având o lungime de 53 kilometri și o suprafață a bazinului hidrografic de 563 kilometri pătrați. Afluenți ai râului Gurghiu sunt: pe malul stâng râurile: Lăpușna și Orșova, iar pe malul drept râurile Secuș, Fâncel, Sebeș, Șirod, Tireu, Isticeu, Cașva și Valea Glăjăriei

## Imagini

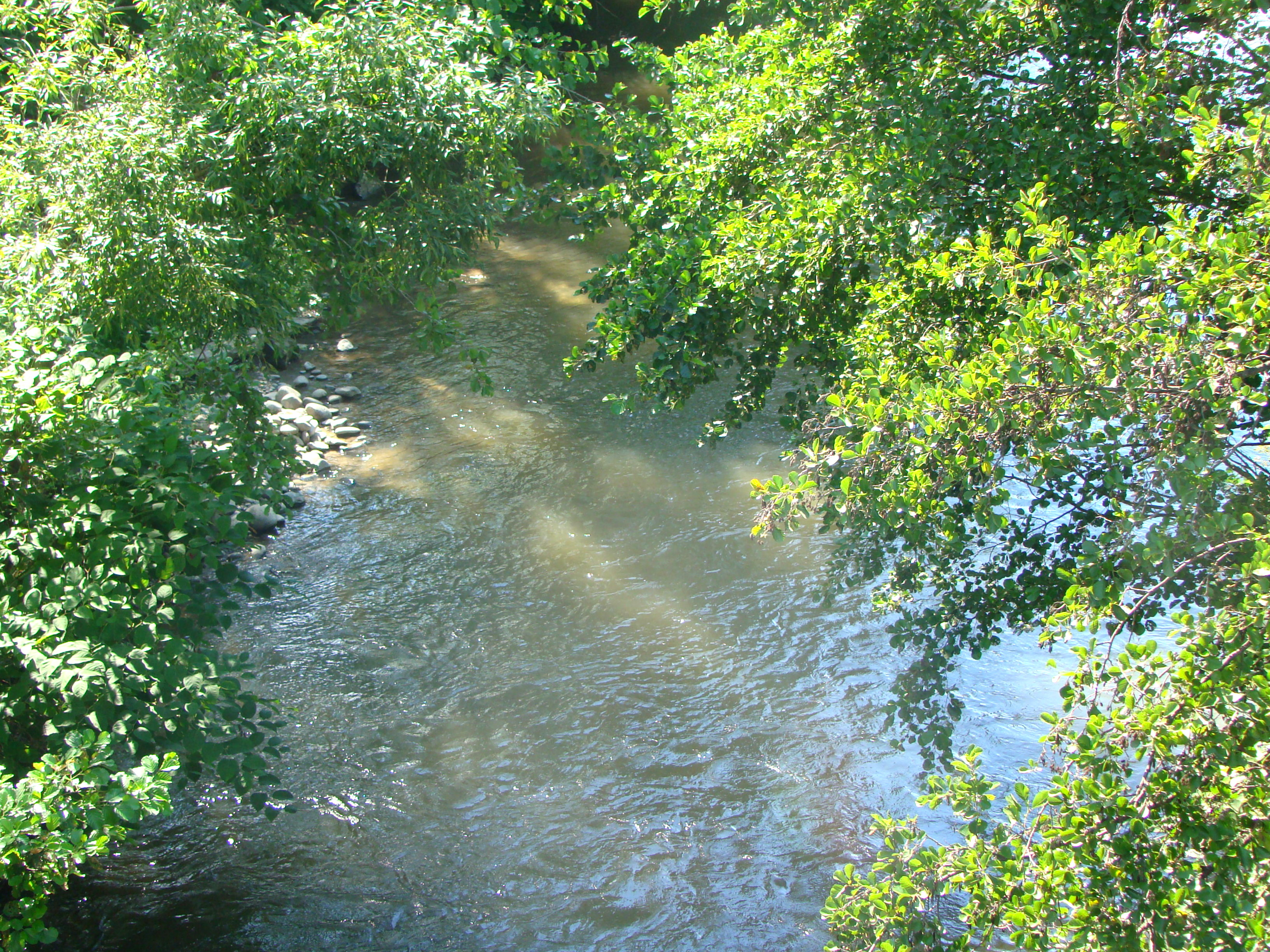
Râul Gurghiu
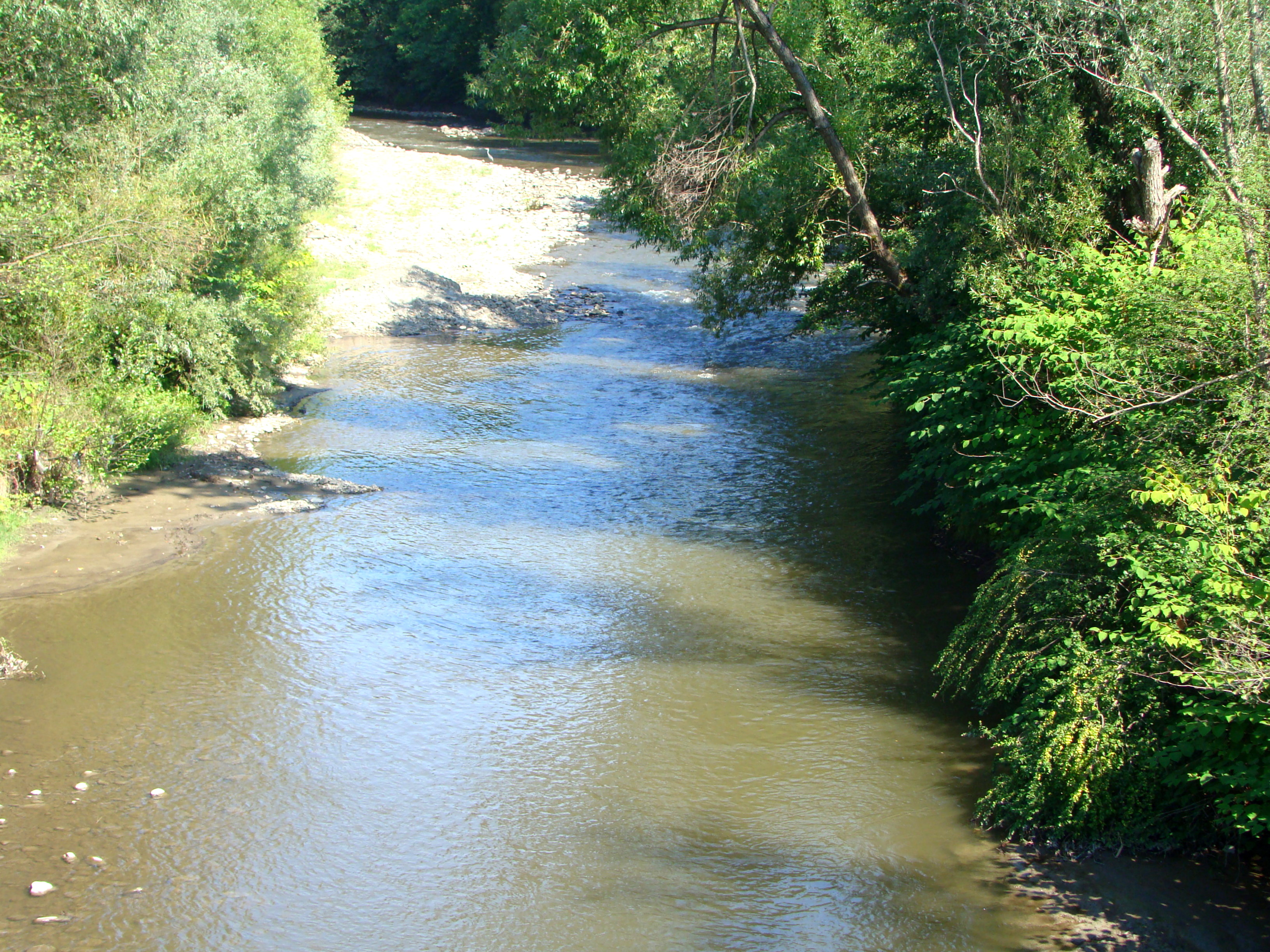
Râul Gurghiu la Gurghiu
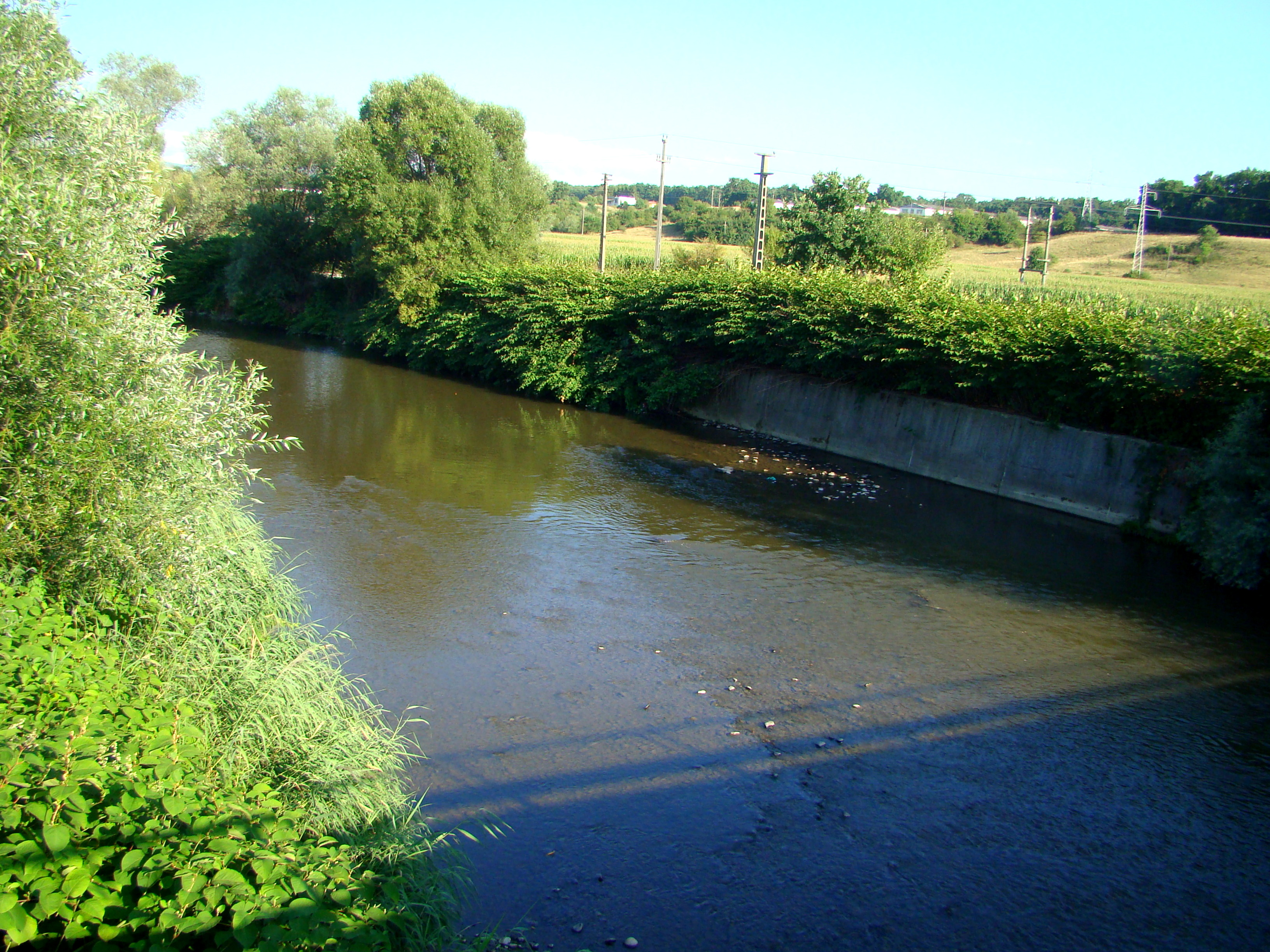
Râul Gurghiu lângă Solovăstru
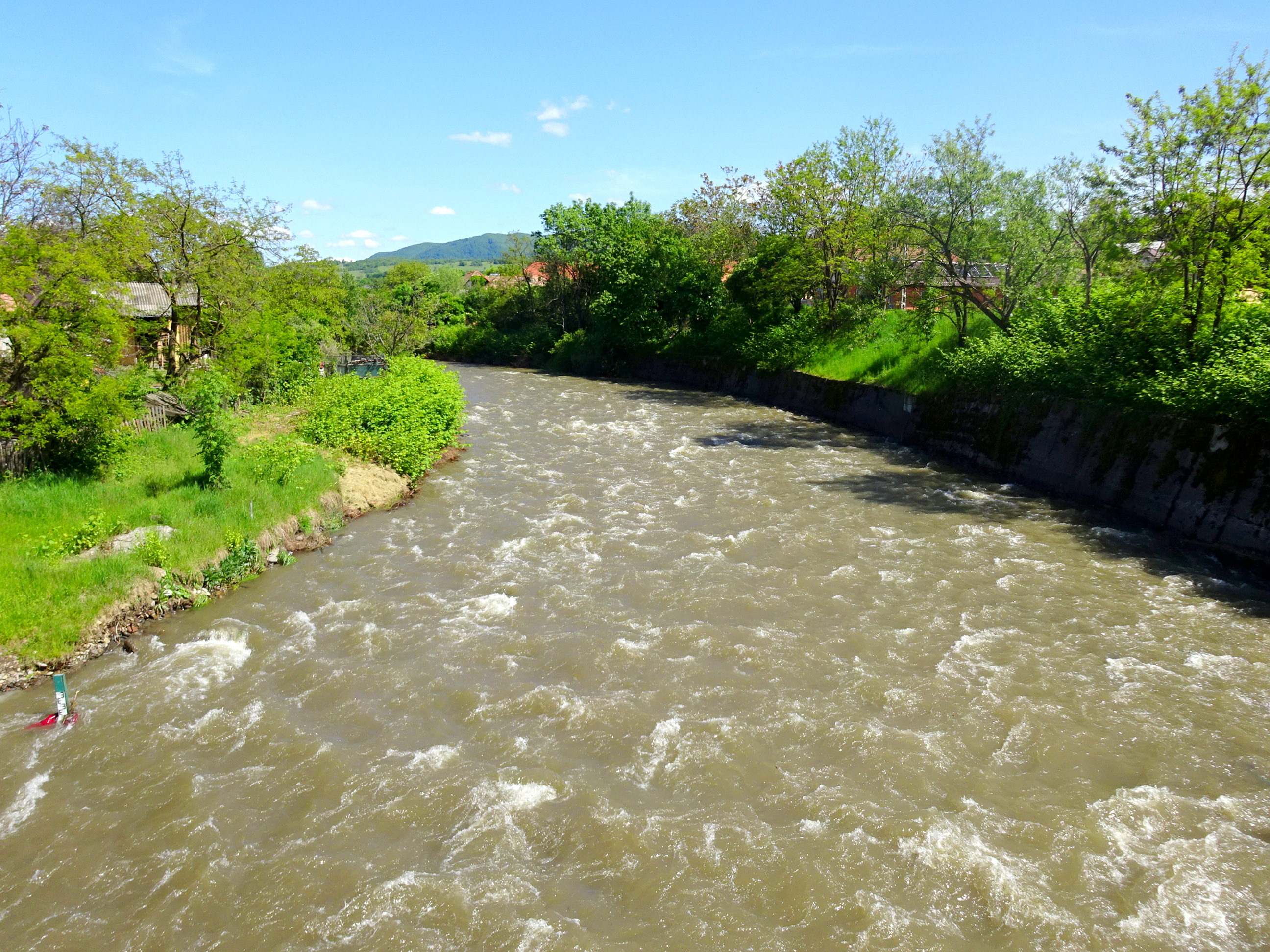
Râul Gurghiu la Hodac
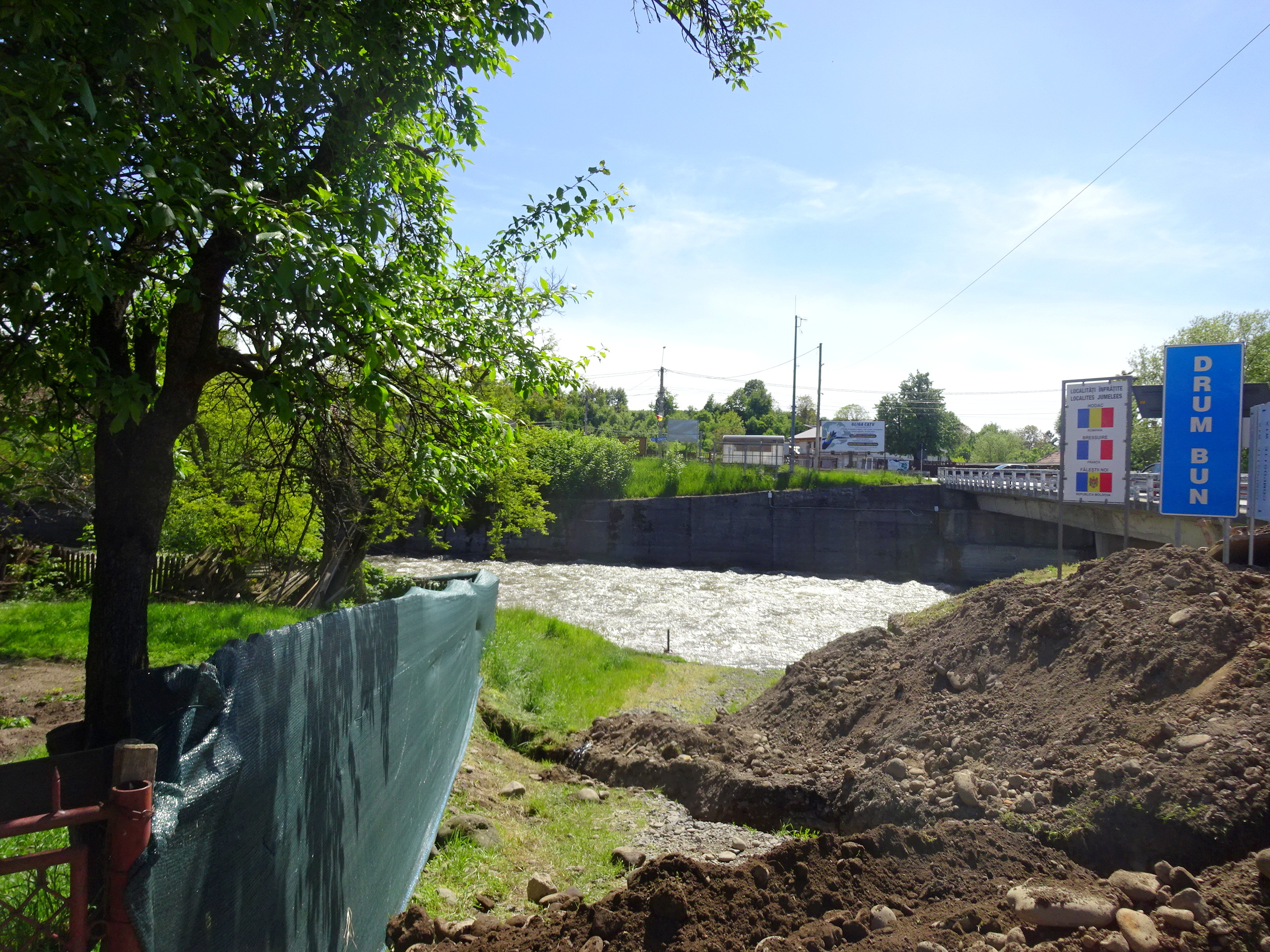
Podul Hodacului
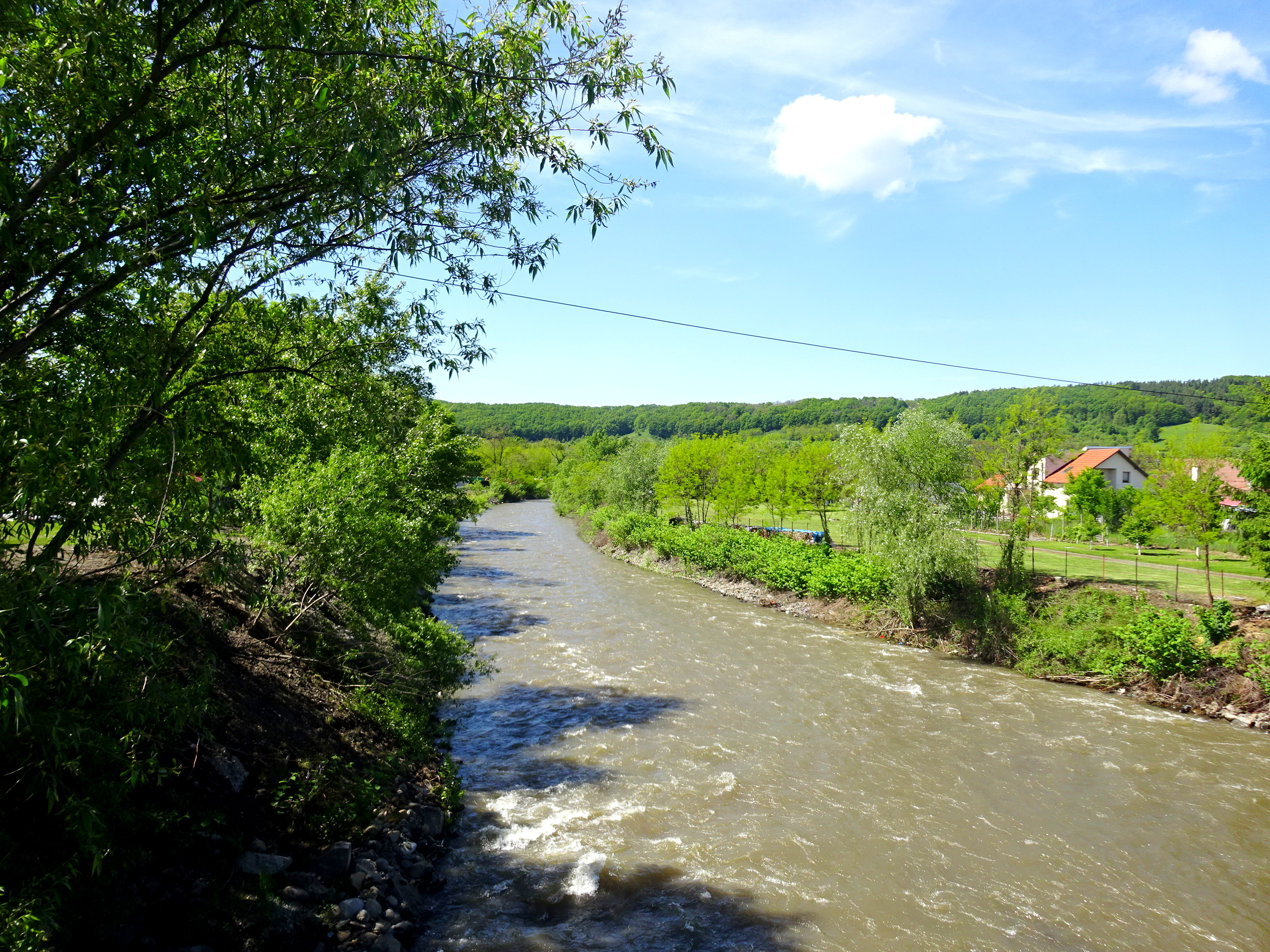
Râul Gurghiu la Hodac